# Fistularia commersonii
Fistularia commersonii — вид риб родини Fistulariidae.

## Назва
В англійській мові має назви «гладкий риба-корнет» (англ. smooth cornetfish).

## Галерея

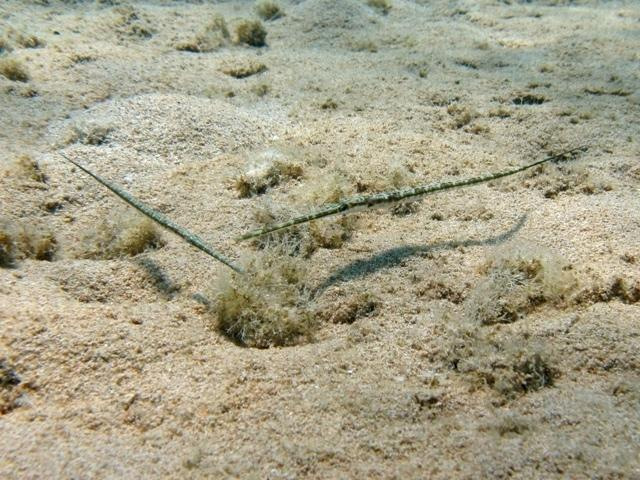
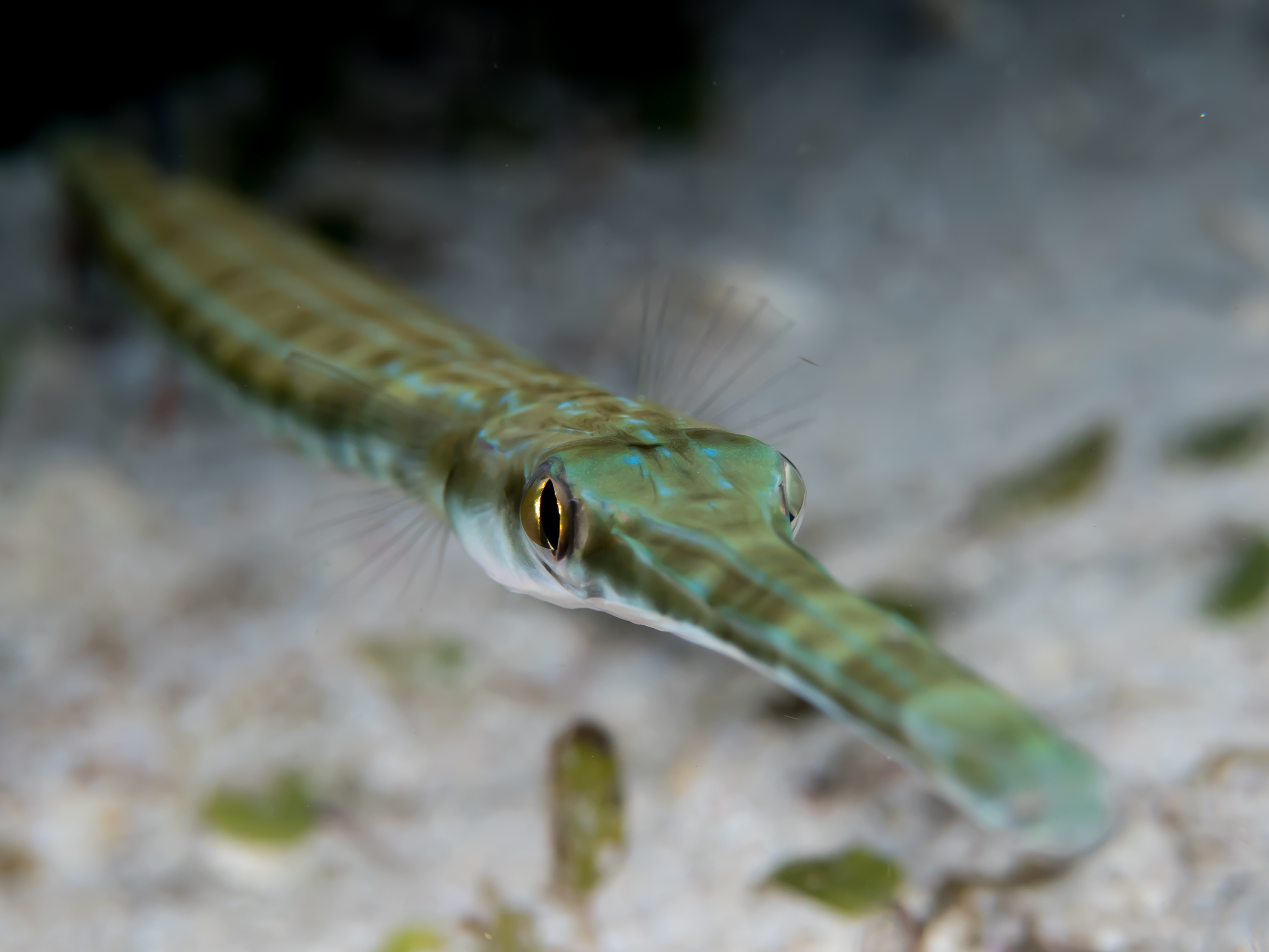
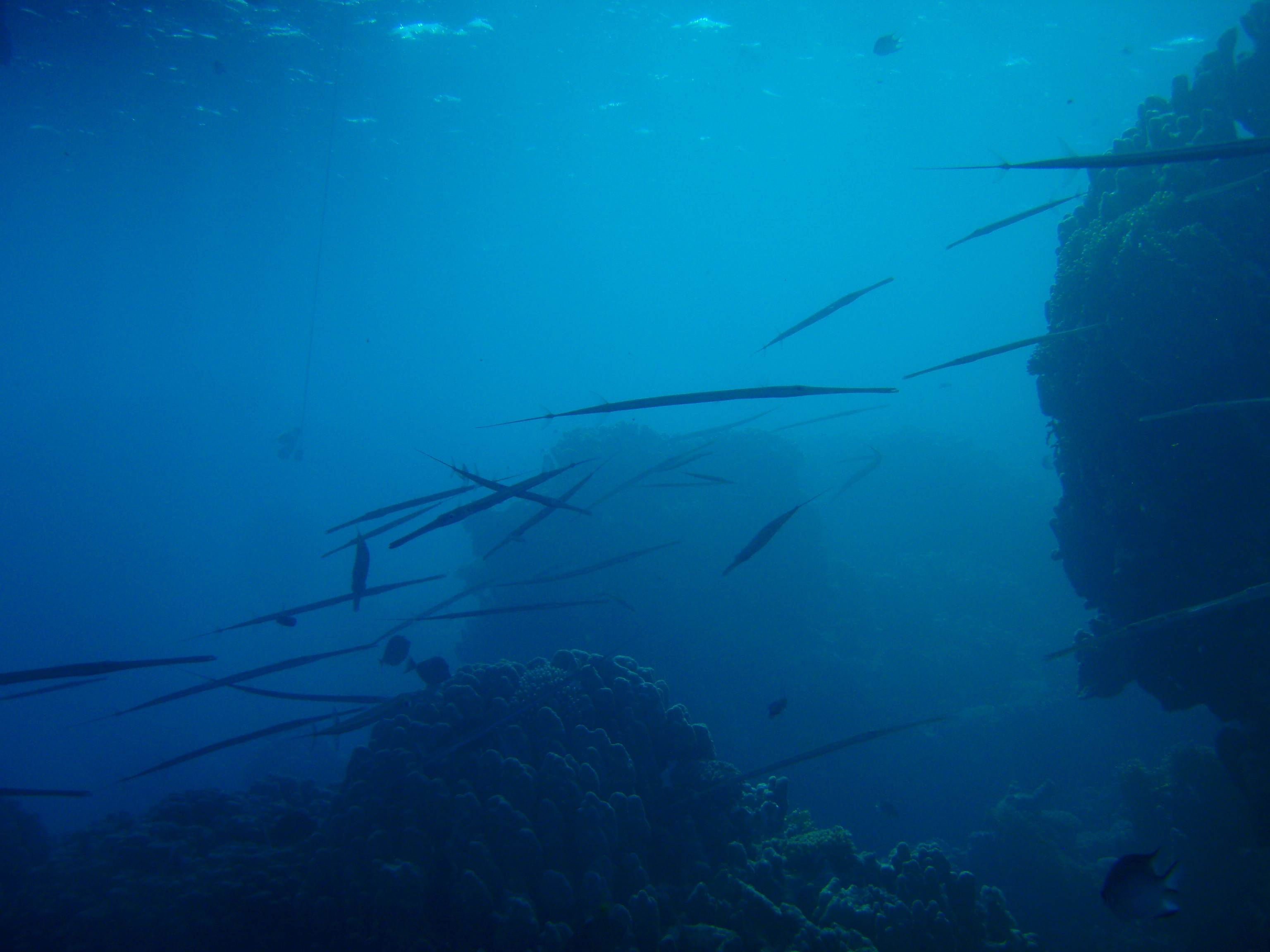

## Опис
Довга циліндрична риба до 107 см завдовжки. Морда видовжена, хвіст — голкоподібний. Харчується дрібною рибою та ракоподібними.

## Поширення та середовище існування
Живе скрізь, окрім зони припливу, на глибині від 1 до 128 м. Плаває недалеко від дна невеликими групами чи по-одному. Від Панами на заході до Гавайського архіпелагу на сході, Південної Африки та Нової Зеландії на півдні та Рюкю, Червоного моря на півночі.